# Tour del Mediterráneo 2014
La 41.ª edición del Tour del Mediterráneo tuvo lugar del 13 de febrero al 16 de febrero de 2014 con un recorrido de 640,8 km entre Argelès-sur-Mer y Toulon Mont Faron.
La carrera formó parte del UCI Europe Tour 2013-2014, dentro de la categoría 2.1.
El ganador final fue Steve Cummings (vencedor de contrarreloj). Le acompañaron en el podio Jean-Christophe Péraud y Riccardo Zoidl respectivamente.
En las otras clasificaciones secundarias se impusieron John Degenkolb (puntos), Jarlinson Pantano (montaña), Eduardo Sepúlveda (jóvenes) y BMC Racing (equipos).

## Equipos participantes
Tomaron parte en la carrera 21 equipos: 7 equipos de categoría UCI ProTour; 9 de categoría Profesional Continental y 5 de categoría Continental. Formando así un pelotón de 164 ciclistas con 8 corredores cada equipo (excepto el Bardiani CSF y el Roubaix Lille Métropole que salieron con 7 y la FDJ.fr que salió con 6).
| N.º     | Equipo                       | Cód. UCI | Categoría               |
| ------- | ---------------------------- | -------- | ----------------------- |
| 1-8     | IAM Cycling                  | IAM      | Profesional Continental |
| 11-18   | AG2R La Mondiale             | ALM      | UCI ProTeam             |
| 21-28   | FDJ.fr                       | FDJ      | UCI ProTeam             |
| 31-38   | Team Europcar                | EUC      | UCI ProTeam             |
| 41-48   | Trek Factory Racing          | TFR      | UCI ProTeam             |
| 51-58   | BMC Racing                   | BMC      | UCI ProTeam             |
| 61-68   | Giant-Shimano                | GIA      | UCI ProTeam             |
| 71-78   | Katusha                      | KAT      | UCI ProTeam             |
| 81-88   | Cofidis, Solutions Crédits   | EUC      | Profesional Continental |
| 91-98   | Bretagne-Séché Environnement | BSE      | Profesional Continental |
| 101-108 | CCC Polsat Polkowice         | CCC      | Profesional Continental |
| 111-118 | Androni Giocattoli           | AND      | Profesional Continental |
| 121-128 | Colombia                     | COL      | Profesional Continental |
| 131-138 | Bardiani CSF                 | BAR      | Profesional Continental |
| 141-148 | La Pomme Marseille           | LPM      | Continental             |
| 151-158 | BigMat-Auber 93              | BIG      | Continental             |
| 161-168 | Roubaix Lille Métropole      | RLM      | Continental             |
| 171-178 | Team Raleigh                 | RAL      | Continental             |
| 181-188 | Wallonie-Bruxelles           | WBC      | Continental             |
| 191-198 | Caja Rural-Seguros RGA       | CJR      | Profesional Continental |
| 201-208 | Wanty-Groupe Gobert          | WGG      | Profesional Continental |

## Etapas
| Etapa    | Fecha         | Recorrido                                     | km    | Ganador                | Líder          |
| -------- | ------------- | --------------------------------------------- | ----- | ---------------------- | -------------- |
| 1ª etapa | 13 de febrero | Argelès-sur-Mer-Montagnac                     | 223,5 | John Degenkolb         | John Degenkolb |
| 2ª etapa | 14 de febrero | Cadolive-Rousset                              | 170,6 | John Degenkolb         | John Degenkolb |
| 3ª etapa | 15 de febrero | Lambesc-Saint-Rémy-de-Provence                | 63    | John Degenkolb         | John Degenkolb |
| 4ª etapa | 15 de febrero | Saint-Rémy-de-Provence-Saint-Rémy-de-Provence | 18,2  | Steve Cummings         | Steve Cummings |
| 5ª etapa | 16 de febrero | Bandol-Toulon Mont Faron                      | 192,7 | Jean-Christophe Péraud | Steve Cummings |

## Clasificaciones finales

### Clasificación general
| Posición | Ciclista                   | Equipo                       | Tiempo           |
| -------- | -------------------------- | ---------------------------- | ---------------- |
|          | Steve Cummings             | BMC Racing                   | 16 h 31 min 59 s |
| 2        | Jean-Christophe Péraud     | Ag2r La Mondiale             | a 4 s            |
| 3        | Riccardo Zoidl             | Trek Factory Racing          | a 10 s           |
| 4        | Eduardo Sepúlveda          | Bretagne-Séché Environnement | a 28 s           |
| 5        | Tobias Ludvigsson          | Giant-Shimano                | a 56 s           |
| 6        | Thomas Degand              | Wanty-Groupe Gobert          | m.t.             |
| 7        | Sylvain Chavanel           | IAM Cycling                  | a 1 min 01 s     |
| 8        | Egor Silin                 | Katusha                      | m.t.             |
| 9        | Ben Hermans                | BMC Racing                   | a 1 min 18 s     |
| 10       | Francesco Manuel Bongiorno | Bardiani CSF                 | a 1 min 29 s     |

### Clasificación de la montaña
| Posición | Ciclista               | Equipo           | Puntos |
| -------- | ---------------------- | ---------------- | ------ |
|          | Jarlinson Pantano      | Colombia         | 22     |
| 2        | Cyril Gautier          | Team Europcar    | 16     |
| 3        | Jean-Christophe Péraud | Ag2r La Mondiale | 15     |

### Clasificación por puntos
| Posición | Ciclista        | Equipo        | Puntos |
| -------- | --------------- | ------------- | ------ |
|          | John Degenkolb  | Giant-Shimano | 75     |
| 2        | Sonny Colbrelli | Bardiani CSF  | 46     |
| 3        | Steve Cummings  | BMC Racing    | 39     |

### Clasificación de los jóvenes
| Posición | Ciclista                   | Equipo                       | Tiempo           |
| -------- | -------------------------- | ---------------------------- | ---------------- |
|          | Eduardo Sepúlveda          | Bretagne-Séché Environnement | 16 h 32 min 27 s |
| 2        | Tobias Ludvigsson          | Giant-Shimano                | a 27 s           |
| 3        | Francesco Manuel Bongiorno | Bardiani CSF                 | a 1 min          |

### Clasificación por equipos
| Posición | Equipo              | Tiempo           |
| -------- | ------------------- | ---------------- |
|          | BMC Racing          | 49 h 39 min 06 s |
| 2        | IAM Cycling         | a 1 min 06 s     |
| 3        | Trek Factory Racing | a 1 min 20 s     |

## Evolución de las clasificaciones
| Etapa (Vencedor)                  | Clasificación general Maillot jaune | Clasificación por puntos Maillot vert | Clasificación de la montaña Maillot rouge | Clasificación de los jóvenes Maillot blanc | Clasificación por equipos |
| --------------------------------- | ----------------------------------- | ------------------------------------- | ----------------------------------------- | ------------------------------------------ | ------------------------- |
| 1.ª etapa (John Degenkolb)        | John Degenkolb                      | John Degenkolb                        | Fernando Grijalba                         | Sonny Colbrelli                            | Giant-Shimano             |
| 2.ª etapa (John Degenkolb)        | John Degenkolb                      | John Degenkolb                        | Jarlinson Pantano                         | Sonny Colbrelli                            | Giant-Shimano             |
| 3.ª etapa (John Degenkolb)        | John Degenkolb                      | John Degenkolb                        | Jarlinson Pantano                         | Sonny Colbrelli                            | Team Europcar             |
| 4.ª etapa (Steve Cummings)        | Steve Cummings                      | John Degenkolb                        | Jarlinson Pantano                         | Eduardo Sepúlveda                          | Trek Factory Racing       |
| 5ª etapa (Jean-Christophe Péraud) | Steve Cummings                      | John Degenkolb                        | Jarlinson Pantano                         | Eduardo Sepúlveda                          | BMC Racing                |
| Clasificación final               | Steve Cummings                      | John Degenkolb                        | Jarlinson Pantano                         | Eduardo Sepúlveda                          | BMC Racing                |